# Stjepan Spevec
Stjepan Spevec, hrvaški pedagog in pravnik, * 14. junij 1839, Vukovci, † 28. januar 1905, Zagreb.
Spevec je bil rektor Univerze v Zagrebu v študijskem letu 1875/76 ter profesor na Pravni fakulteti.